# Il mostro (film 1994)
Il mostro è un film del 1994 diretto da Roberto Benigni e basato sulla sceneggiatura scritta dallo stesso Benigni in collaborazione con Vincenzo Cerami.

## Trama
Da alcuni anni, in una zona della periferia romana, si verificano diversi stupri ed omicidi di donne, che a giudicare dai luoghi dove avvengono e dalle tecniche utilizzate per compierli, si pensa siano opera dello stesso criminale, un serial killer definito "il mostro”. A causa di una serie di equivoci, i sospetti ricadono su Loris, un quarantenne disoccupato che si arrangia con espedienti e lavoretti a tempo parziale. 

Jessica (Nicoletta Braschi)

La polizia, per appurare se sia realmente lui il misterioso assassino, ingaggia Jessica, una giovane e bella agente, incaricandola di provocarlo sessualmente, nella speranza che questi si abbandoni alle sue tendenze psicopatiche, per poterlo cogliere con le mani nel sacco. Con uno stratagemma, la donna riesce ad introdursi nell'abitazione di Loris e a convincerlo a farla venire ad abitare lì come coinquilina; comincia così la sua missione, provocando Loris nei modi più svariati, anche estremi, ma, stranamente, Loris non reagisce in modo aggressivo a tutte queste provocazioni, pur subendo il fascino dell'avvenente Jessica, la quale dunque si convince che l'uomo non ha niente a che fare con i delitti e lo riferisce ai suoi superiori, in particolare al professor Taccone, medico psichiatra criminologo che collabora con la polizia per sventare gli attacchi del mostro. Ma questi, ancora convinti che Loris sia colpevole, non la ascoltano, e appena si verifica l'ennesimo omicidio pianificano l'arresto del sospettato. 

Il prof. Taccone (Michel Blanc)

Venuto a sapere di essere ricercato, Loris, per sfuggire alla polizia che lo sta inseguendo, si va a rifugiare in fretta e furia in casa di un professore di cinese, presso il quale fino a qualche giorno prima aveva preso alcune lezioni nel tentativo di superare un colloquio di lavoro in una multinazionale cinese. Lì scopre che il famigerato "mostro" è proprio il professore, rischiando quindi di essere ammazzato dallo stesso, ma viene salvato da Jessica, che nel frattempo aveva scoperto la verità e l'aveva comunicata ai suoi superiori.
Una volta messo finalmente in carcere il famigerato serial killer, Jessica può svelare a Loris chi è realmente; alla fine i due, ormai innamorati, si mettono insieme.

## Produzione
Il film è stato girato interamente a Roma, in particolare nel quartiere Ardeatino.

## Accoglienza

### Incassi
Uscito il 22 ottobre 1994 nelle sale italiane, la pellicola incassò oltre 35 miliardi di lire (circa 17 milioni di euro), risultando campione d'incassi assoluto nella stagione 1994/1995 davanti al disneyano Il re leone e al film premio Oscar Forrest Gump.

### Critica
Nonostante il record d'incassi, il film ha ricevuto critiche miste. Sull'aggregatore di recensioni Rotten Tomatoes il film ha una valutazione del 40% basata sulle recensioni di 10 critici.
Alcuni studiosi hanno visto il film come un attacco al "conformismo" e al "consumo coatto" portati dalla società mediatica di Berlusconi all'interno di una discussione sulle radici di Benigni nella commedia dell'arte e una riflessione sul confronto spesso ripetuto di Benigni con Buster Keaton.".

## Riconoscimenti
- 1995 – Globo d'oro
  - Miglior attore protagonista in un film commedia a Roberto Benigni